# Hocheckgraben (Rosaliengebirge)
Der Hocheckgraben (auch in der Schreibweise: Hochegg-Graben) ist ein rund zwei Kilometer langes Tal in Nord-Süd-Richtung im Rosaliengebirge im Gemeindegebiet von Schwarzenbach. In ihm liegt die Schwarzenbacher Rotte Hocheckgraben. Das Tal wird im Westen durch die sogenannte Radschuhleiten und im Osten durch Eggenbuch begrenzt. Durch den Hocheckgraben fließt der Hocheckgrabenbach.
Koordinaten: 47° 39′ 27″ N, 16° 20′ 28″ O